# Ciril (cràter)

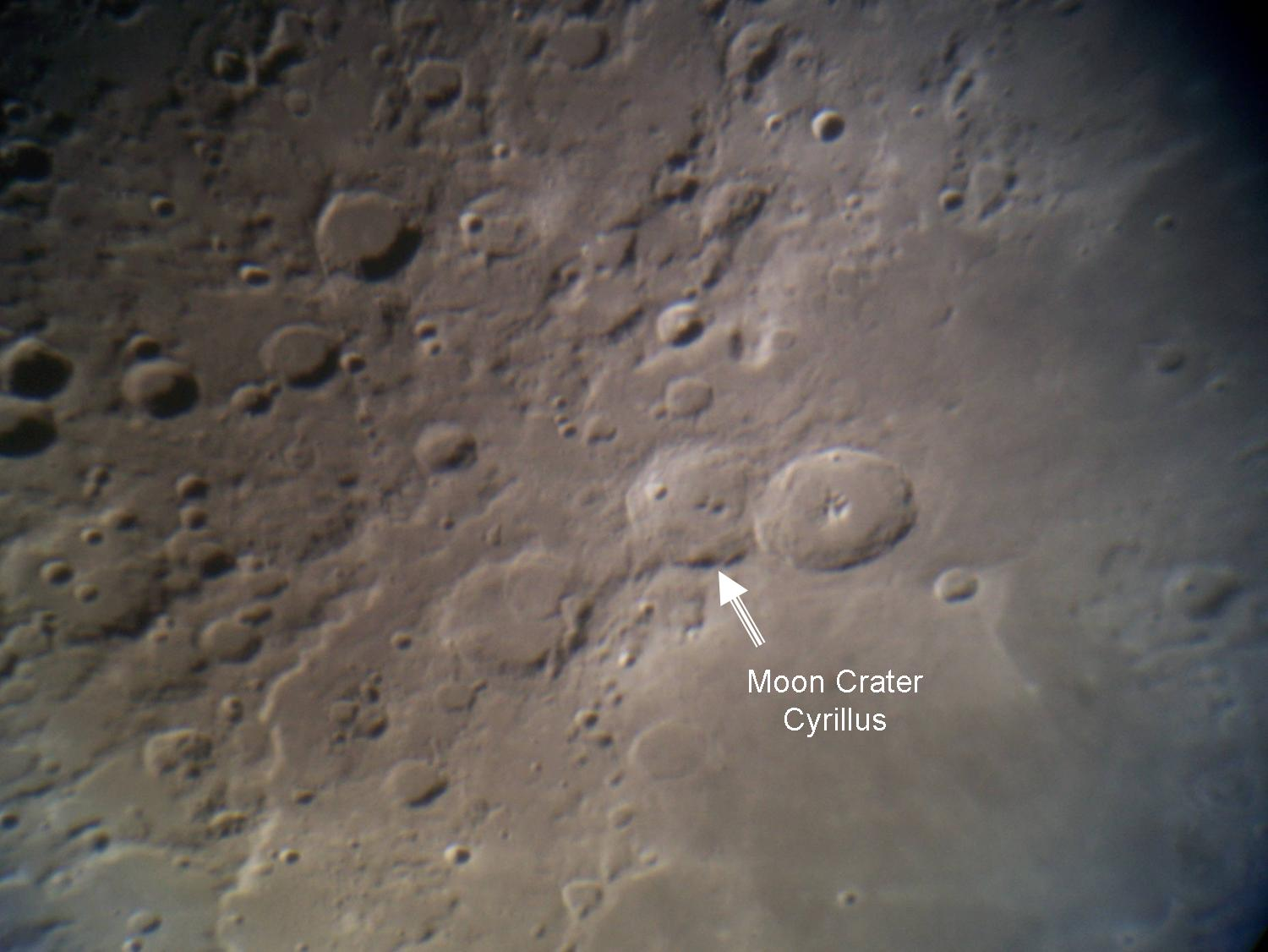
Localització de Ciril

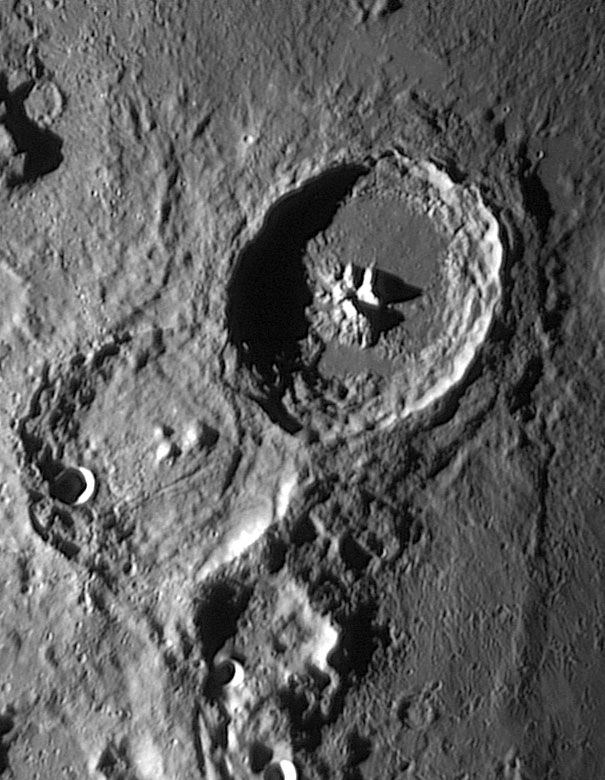
Cràters Kirill (part inferior esquerra) i Theo (a dalt a la dreta). Imatge de l'Observatori Naval dels Estats Units

Ciril és un cràter d'impacte lunar situat en l'extrem nord-oest de la Mare Nectaris, envaït parcialment en el seu costat nord-est pel cràter una mica més gran i més recent Teòfil. Al sud apareix un altre cràter prominent, el Caterina. En conjunt, aquests tres cràters formen un trio destacat en el quadrant sud-est de la Lluna. Al nord-oest es troba Averrois. Ciril porta el nom pel Sant Ciril I d'Alexandria, un teòleg del segle cinqué, Papa de l'Església Copta.
.

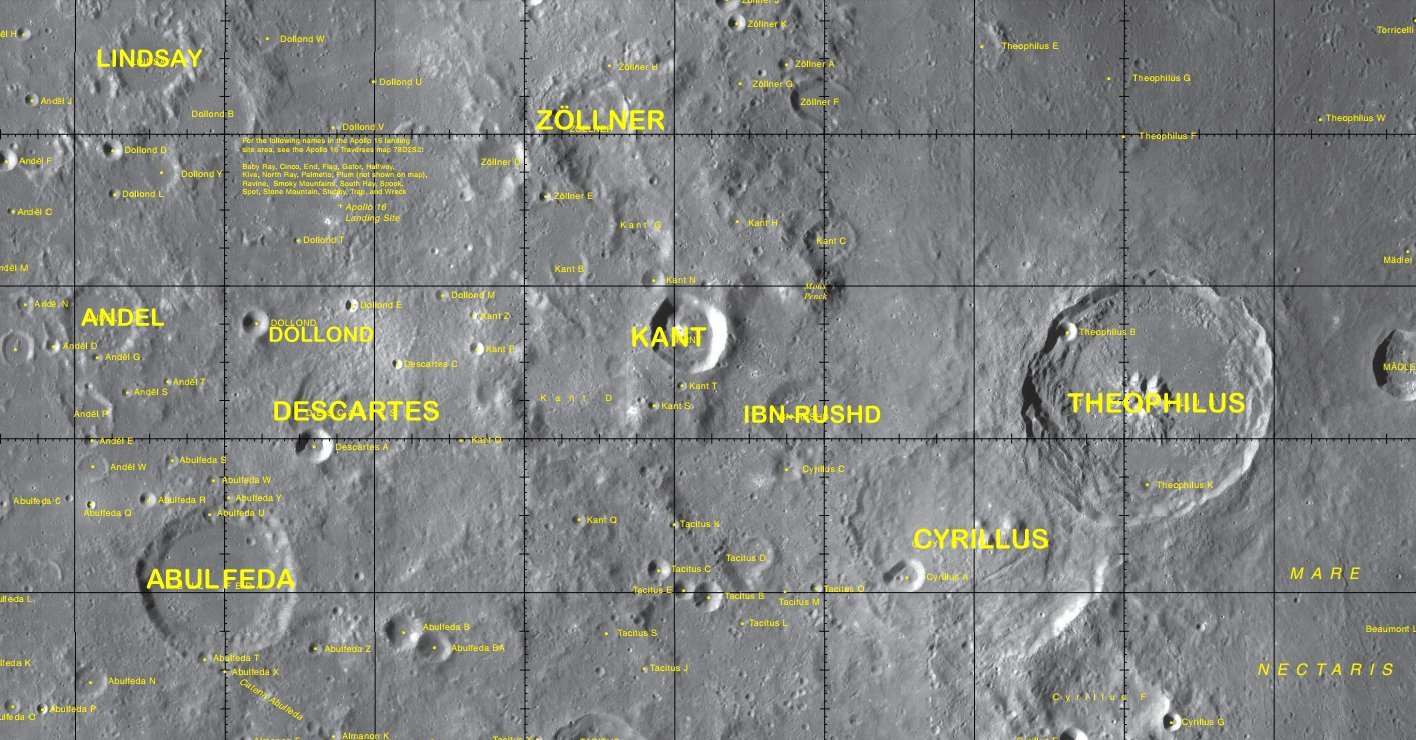
Localització de Ciril (a baix a la dreta). Imatge Lunar Reconnaissance Orbiter

L'interior de Ciril, a més del gran cràter Ciril A, alberga al seu centre un pujol d'altura reduïda. Les parets de la formació romanen intactes fins al punt d'encreuament amb Teòfil, on queden desfigurades per complet. Lleugerament al nord-est del seu centre, es localitzen tres muntanyes arrodonides amb altures properes als 1.000 metres sobre el sòl de Ciril: Ciril alfa, delta, i eta.

## Cràters satèl·lit
Per convenció aquests elements són identificats en els mapes lunars posant la lletra en el costat del punt central del cràter que està més prop de Ciril.

|       | \| Ciril \| Coordenades \| Diàmetre \| \| ----- \| ------------------------------------ \| -------- \| \| B \| 12° 18′ S, 21° 30′ E / 12.3°S,21.5°E \| 12 km \| \| C \| 12° 18′ S, 21° 30′ E / 12.3°S,21.5°E \| 12 km \| \| E \| 15° 48′ S, 25° 18′ E / 15.8°S,25.3°E \| 11 km \| \| F \| 15° 18′ S, 25° 30′ E / 15.3°S,25.5°E \| 44 km \| \| G \| 15° 36′ S, 26° 36′ E / 15.6°S,26.6°E \| 8 km \| |          |
| Ciril | Coordenades | Diàmetre |
| B     | 12° 18′ S, 21° 30′ E / 12.3°S,21.5°E | 12 km    |
| C     | 12° 18′ S, 21° 30′ E / 12.3°S,21.5°E | 12 km    |
| E     | 15° 48′ S, 25° 18′ E / 15.8°S,25.3°E | 11 km    |
| F     | 15° 18′ S, 25° 30′ E / 15.3°S,25.5°E | 44 km    |
| G     | 15° 36′ S, 26° 36′ E / 15.6°S,26.6°E | 8 km     |

Els següents cràters han estat canviats el nom per la UAI:
- Ciril B; Veure cràter Ibn-Rushd.

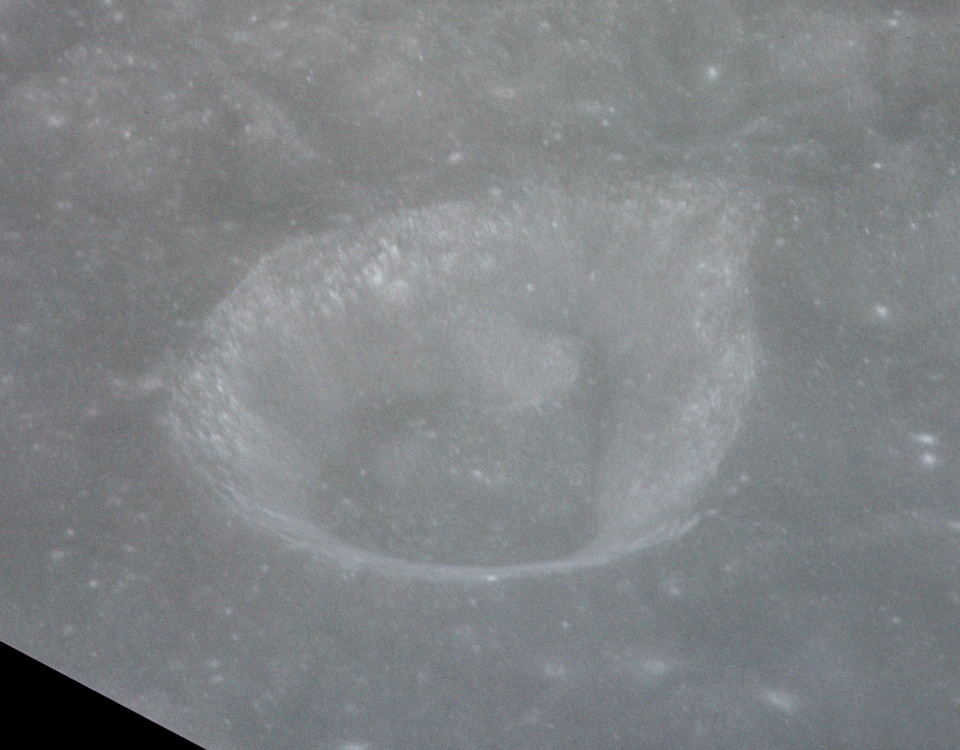
Cyrillus A. Fotografia de la missió Apol·lo 14
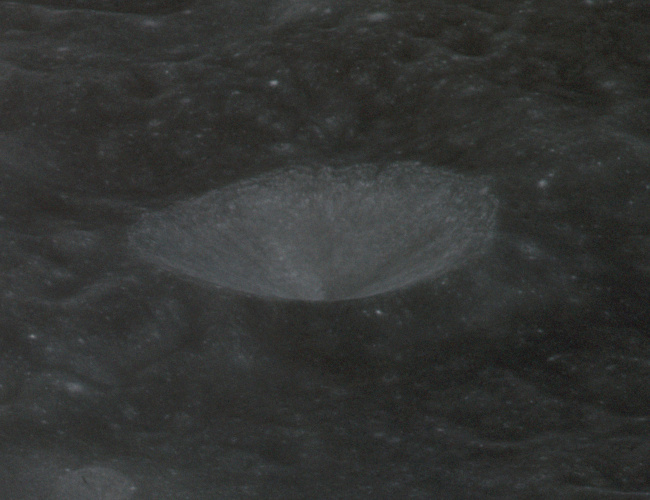
Cyrillus I. Fotografia de la missió Apol·lo 14
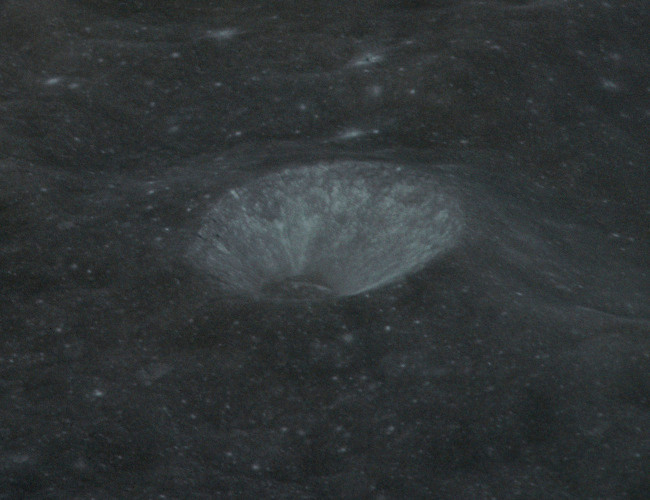
Cyrillus G. Fotografia de la missió Apol·lo 14